# Glossidae
Glossidae је породица шкољки, у литератури позната и као Isocardiidae.

## Карактеристике
Представнике ове породице одликује велика љуштура, чији су капци полулоптасти са бравом лучног облика и издуженим, готово паралелним зубићима.